# Fauna României

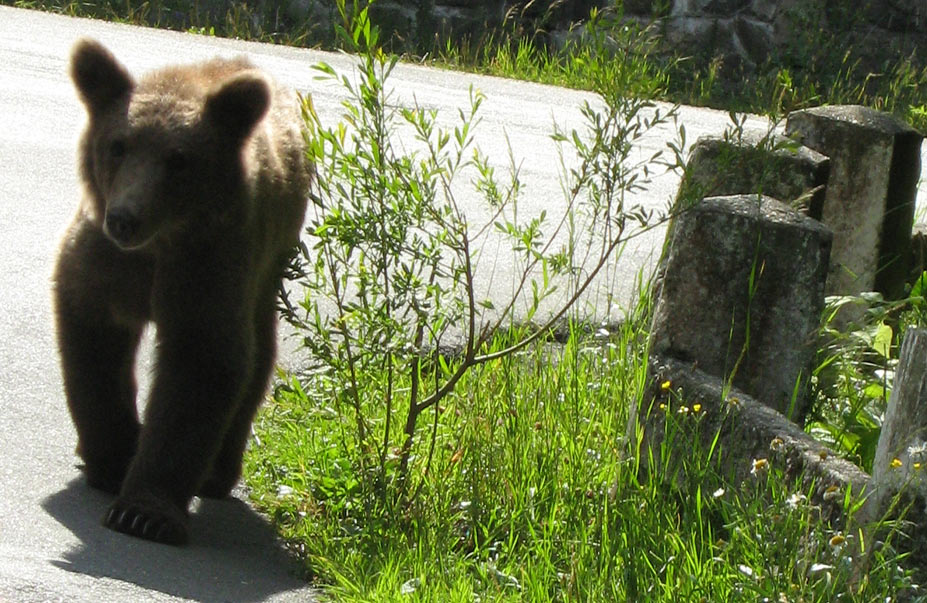
Urs brun din Munții Carpați (2007).

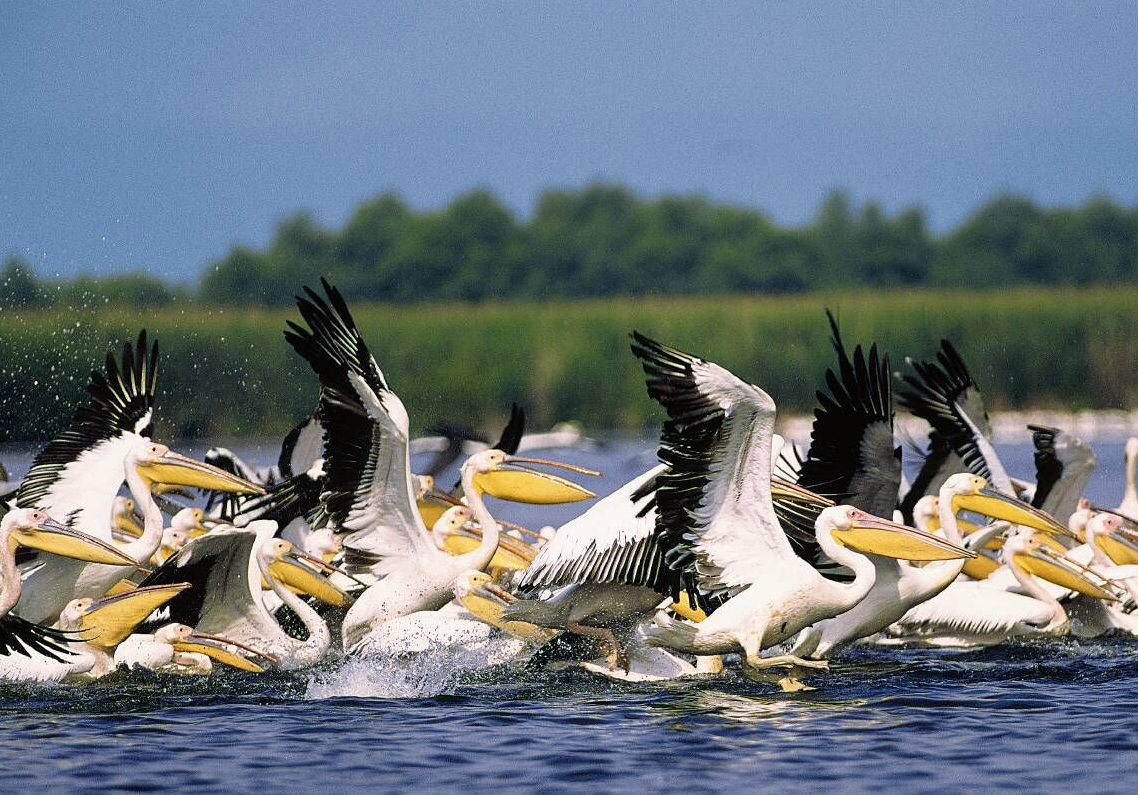
Pelicani în Delta Dunării

Fauna României este una din cele mai bogate și variate din Europa, conținând specii rare sau chiar unice pe continent. În România trăiesc 732 specii și subspecii de vertebrate și numeroase (câteva mii) specii de nevertebrate. Vertebratele sunt reprezentate în fauna României prin: ciclostomi (4 specii), pești  (184 specii și subspecii), amfibieni  (20 specii și subspecii), reptile  (31 specii și subspecii), păsări (382 specii și subspecii) și mamifere  (110 specii și subspecii). Printre mamifere una este în pericol iminent de extincție (foca călugăr), una în pericol (nurca), 13 vulnerabile și 4 amenințate.
| EX | Dispărută               | Nu există nicio îndoială că au murit toți indivizii.                                                                           |
| EW | Dispărută în sălbătăcie | Trăiește doar în captivitate.                                                                                                  |
| CR | Pericol iminent         | Specia este în pericol iminent de a dispărea din sălbăticie.                                                                   |
| EN | În pericol              | Specia are un grad extrem de risc de a dispărea în sălbăticie.                                                                 |
| VU | Vulnerabil              | Specia are un grad mare de risc de a dispărea în sălbăticie.                                                                   |
| NT | Amenințat               | Specia nu îndeplinește niciun criteriu pentru a fi considerată a fi în pericol de extincție, dar e posibil s-o facă în viitor. |
| LC | Niciun risc             | Nu există niciun risc pentru specie.                                                                                           |
| DD | Lipsă de date           | Nu există date suficiente pentru a fi categorisită.                                                                            |

Unele specii au fost clasate anterior, urmând un alt set de criterii. Aceste specii au următorul sistem în loc de criteriile pentru Amenințat și Niciun risc.
| LR/cd | Risc scăzut/conservation dependent | Specii care făceau parte din programele de conservare, dar a crescut gradul de risc, datorită opririi programului. |
| LR/nt | Risc scăzut/amenințat              | Specii care sunt aproape de a fi clasate în categoria Vulnerabil, dar nu fac parte din programele de conservare.   |
| LR/lc | Risc scăzut/niciun risc            | Nu există niciun risc pentru specie.                                                                               |

Fauna din țară este divizată pe trei etaje, conform zonelor de vegetație: 
- Mamiferele din zona de stepă sunt reprezentate în special de rozătoare: popândău, hârciog, șoarece de câmp, iepure de câmp, dihor, bizam și orbete. Printre păsările găsite în această zonă se numără dropia, prepelița, pitpalacul, graurul, ciocârlia, eretele alb, sticletele și mierla. Reptilele cel mai des întâlnite sunt gușterul, broasca țestoasă și șarpele de casă, iar fauna acvatică este reprezentată de crap, clean, caras și șalău.

## Subclasa:Theria

### Infraclasa:Eutheria

#### Ordinul:Rodentia(rozătoare)

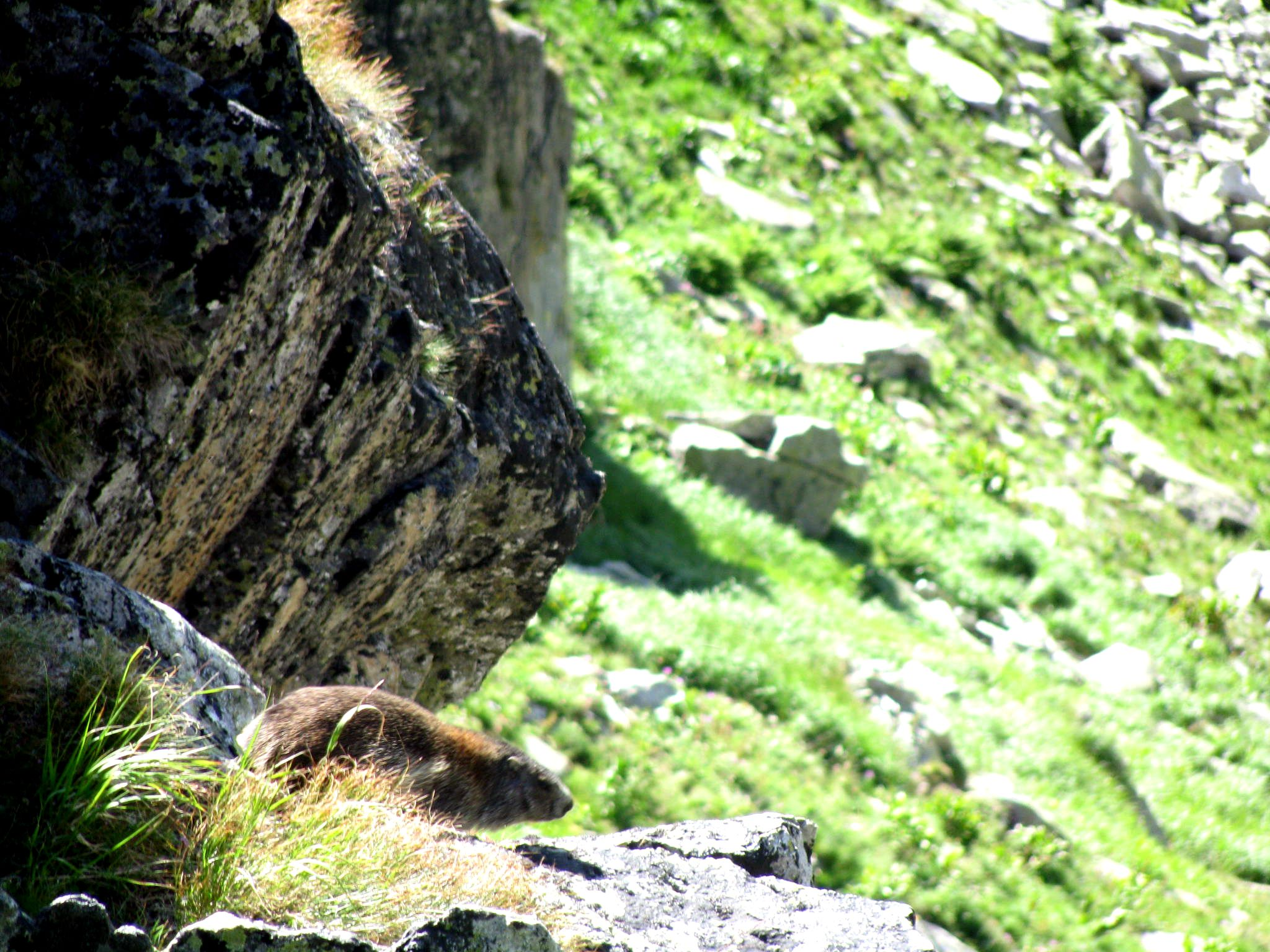
Marmotă în Munții Retezat

Rozătoarele sunt cel mai mare ordin de mamifere, alcătuind peste 40% din speciile de mamifere. Au doi incisivi pe maxilar care cresc încontinu, fiind păstrați scurți prin ros. Majoritatra rozătoarelor sunt de dimensiuni mici.
- Subordinul: Sciurognathi
  - Familia: Sciuridae (veverițe)
    - Subfamilia: Sciurinae
      - Tribul: Sciurini
        - Genul: Sciurus
          - Veverița roșcată Sciurus vulgaris NT

    - Subfamilia: Xerinae
      - Tribul: Marmotini
        - Genul: Marmota
          - Marmota alpină Marmota marmota LR/lc

        - Genul: Spermophilus
          - Popândău european Spermophilus citellus VU

  - Familia: Castoridae
    - Subfamilia: Castorinae
      - Tribul: Castorini
        - Genul: Castor (brebi și castori)

  - Familia: Gliridae
    - Subfamilia: Leithiinae
      - Genul: Dryomys
        - Pârș cu coada stufoasă Dryomys nitedula LR/nt

      - Genul: Eliomys
        - Pârș de stejar Eliomys quercinus VU

      - Genul: Muscardinus
        - Pârș de alun Muscardinus avellanarius LR/nt

    - Subfamilia: Glirinae
      - Genul: Glis
        - Pârș mare Glis glis LR/nt

  - Familia: Dipodidae
    - Subfamilia: Sicistinae
      - Genul: Sicista
        - Șoarece săritor de pădure Sicista betulina LR/nt
        - Șoarece săritor de stepă Sicista subtilis LR/nt

  - Familia: Spalacidae
    - Subfamilia: Spalacinae
      - Genul: Spalax
        - Orbetele mare Spalax graecus VU

      - Genul: Nannospalax
        - Lesser Mole Rat Nannospalax leucodon VU

  - Familia: Cricetidae
    - Subfamilia: Cricetinae
      - Genul: Cricetulus
        - Grivan cenușiu Cricetulus migratorius LR/nt

      - Genul: Cricetus
        - Hârciog Cricetus cricetus LR/lc

      - Genul: Mesocricetus
        - Grivan Mesocricetus newtoni VU

    - Subfamilia: Arvicolinae
      - Genul: Arvicola
        - Șobolan de apă Arvicola terrestris LR/lc

      - Genul: Chionomys
        - Șoarece de zăpadă Chionomys nivalis LR/nt

      - Genul: Clethrionomys
        - Șoarece scurmător Clethrionomys glareolus LR/lc

      - Genul: Microtus
        - Șoarece de umbră Microtus agrestis LR/lc
        - Șoarece de câmp Microtus arvalis LR/lc
        - Southern Vole Microtus rossiaemeridionalis LR/lc
        - Șoarece subpământean Microtus subterraneus LR/lc
        - Șoarece de Tatra Microtus tatricus LR/nt

  - Familia: Muridae (șoareci, guzgani, hamsteri, etc.)
    - Subfamilia: Murinae
      - Genul: Apodemus
        - Șoarece de câmp Apodemus agrarius LR/lc
        - Șoarece gulerat Apodemus flavicollis LR/lc
        - Șoarece de pădure Apodemus sylvaticus LC
        - Ural Field Mouse Apodemus uralensis LR/lc

      - Genul: Micromys
        - Șoarece pitic Micromys minutus LR/nt

      - Genus: Mus
        - Șoarece de mișună Mus spicilegus LR/nt

#### Ordinul:Lagomorpha(lagomorphs)
Ordinul conține două familii: Leporidae și Ochtonidae. Cu toate că se aseamănă cu rozătoarele, de la începutul secolului XX au fost considerați un ordin separat, datorită unor caracteristici diferite (de exemplu, rozătoarele au 2 incisivi în maximarul de sus, iar iepurii 4).
- Familia: Leporidae
  - Genul: Oryctolagus
    - Iepurele de vizuină Oryctolagus cuniculus LR/lc

  - Genul: Lepus
    - Iepurele de câmp Lepus europaeus LR/lc

#### Ordinul:Erinaceomorpha
Ordinul Erinaceomorpha conține o singură familie, Erinaceidae.
- Familia: Erinaceidae (arici)
  - Subfamilia: Erinaceinae
    - Genul: Erinaceus
      - Southern White-breasted Hedgehog Erinaceus concolor LR/lc

## Vezi si
- Fauna României (colecție)